# Household Cavalry Mounted Regiment

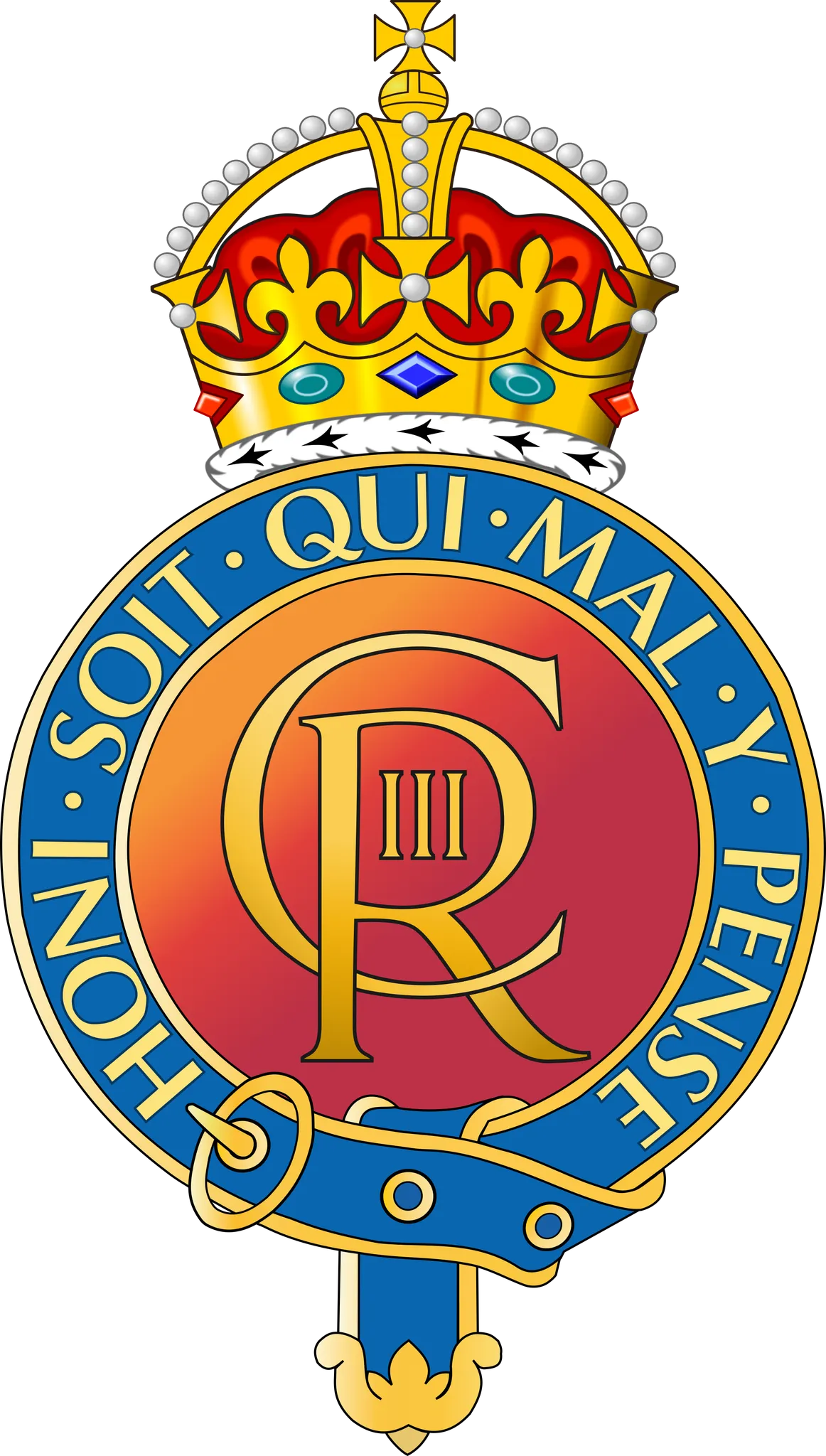
Crachá da Household Calvary.

O O Household Cavalry Mounted Regiment (HCMR) (em português: Regimento montado pela Cavalaria Doméstica) é um regimento de cavalaria do Exército Britânico encarregado principalmente de tarefas cerimoniais. Parte da Divisão Doméstica, é classificada como um regimento de guardas, e realiza tarefas cerimoniais montadas (e algumas desmontadas) em ocasiões estaduais e reais. O HCMR é uma das duas unidades operacionais que formam a Household Cavalry (HCav), sendo a outra o Household Cavalry Regiment (HCR), um regimento de reconhecimento de formação, com funções de combate de linha de frente.

## História
Em 1945, após o fim da Segunda Guerra Mundial, os 1º e 2º Regimentos de Cavalaria Doméstica foram reformados como guardas salva-vidas e guardas reais, respectivamente. Junto com essas mudanças, cada regimento forneceu um esquadrão montado cada um para tarefas cerimoniais em Londres. Estes dois esquadrões foram agrupados como regimento Household Cavalry Mounted. Em 1991, este regimento foi baseado no Quartel Knightsbridge (também conhecido como Quartel Hyde Park [construído entre 1967 e 1970]), no centro de Londres. O regimento continua baseado no local.

## Estabelecimento
Consiste em um esquadrão sabre de cada regimento da Household Cavalry (os Salva-vidas e os Blues e Royals) mais um Esquadrão Quartel-General, e a Ala de Treinamento da Household Cavalry. Cada um dos Esquadrões consiste em duas divisões de um oficial e 24 homens. Este tem sido baseado (de várias formas) no Quartel Hyde Park, Knightsbridge, desde 1795. Este é de três quartos de milha do Palácio de Buckingham, perto o suficiente para os oficiais e homens da Cavalaria Doméstica estarem disponíveis para responder rapidamente a qualquer emergência no Palácio e também para conduzir seus deveres cerimoniais.

## Deveres públicos

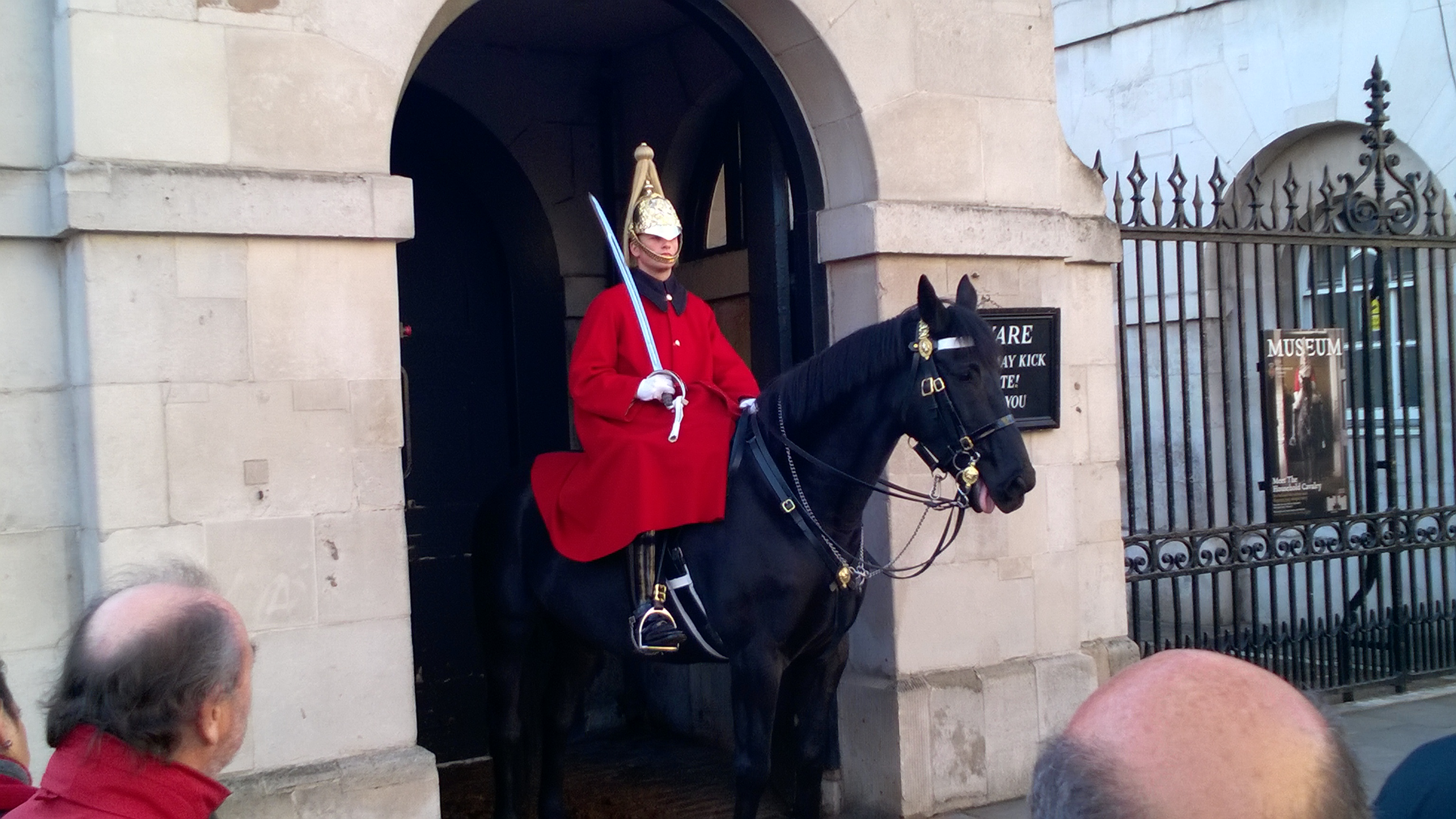
Um sentinela dos Salva-Vidas fora do Desfile dos Guardas de Cavalos.

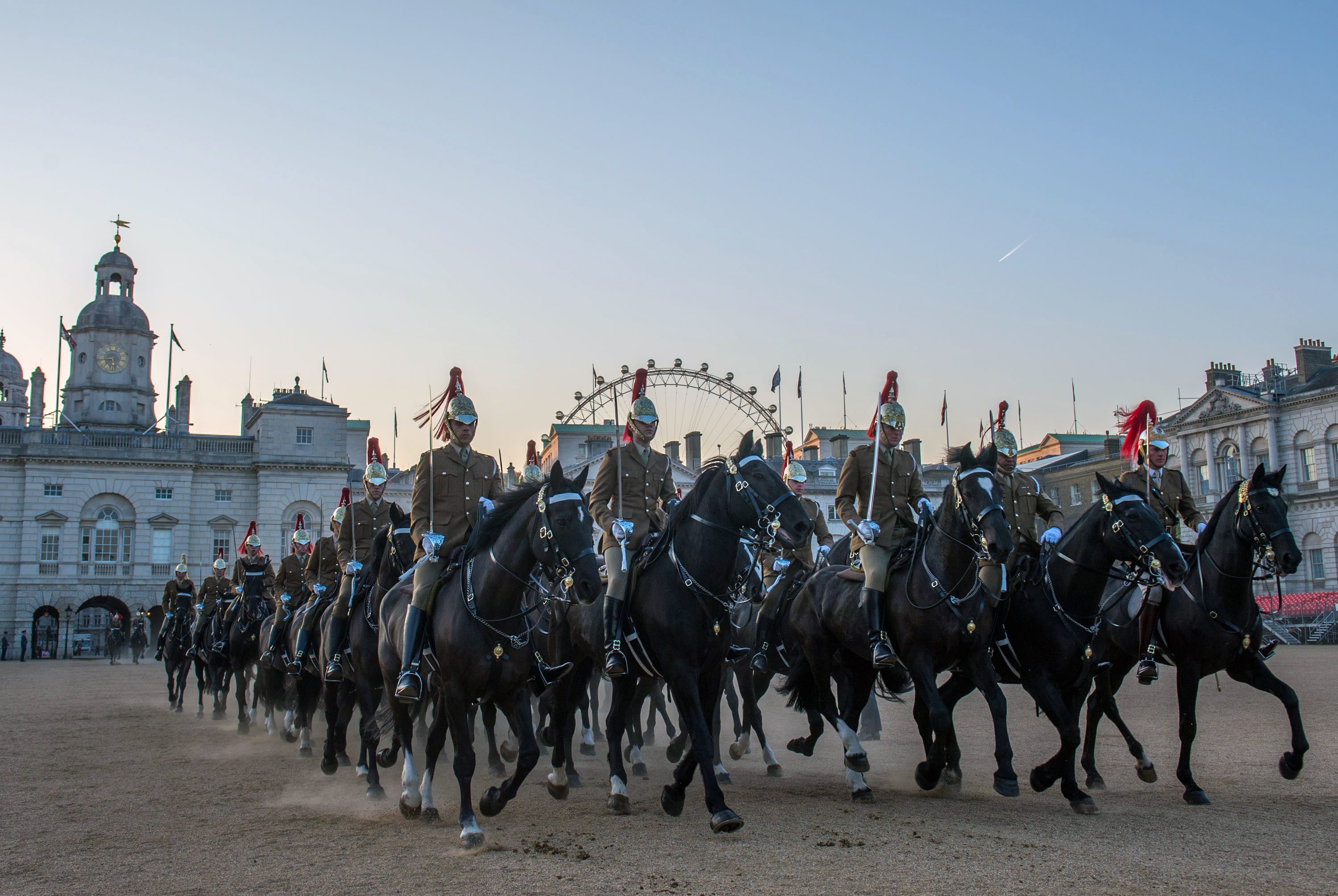
A escolta da Rainha para a abertura do Parlamento é geralmente fornecida pelo HCMR, 2016.

O Regimento Montado da Cavalaria Doméstica realiza tarefas cerimoniais regulares durante todo o ano. Como guarda-costas do Soberano e parte da Divisão Doméstica, o HCMR monta um guarda diário (chamado Guarda-Vidas do Rei) na Horse Guards, que é a entrada histórica e cerimonial do Palácio de Buckingham. Esta cerimônia pode ser vista diariamente por membros do público. O HCMR é responsável pelo fornecimento da Escolta soberana, mais comumente vista no Desfile anual de Aniversário do monarca (Trooping the Colour) em junho de cada ano. A escolta também é vista em outras ocasiões, inclusive durante visitas de Estado por chefes de Estado visitantes, ou sempre que exigido pelo monarca britânico. O regimento fornece uma festa de escadaria dentro do Palácio de Buckingham nas Investiduras do Estado, e dentro do Palácio de Westminster na abertura anual do Parlamento. Eles também estão presentes na Cerimônia anual da Liga no Castelo de Windsor.

## Passeio Musical
O Passeio Musical da Household Cavalry tem sido realizado em shows agrícolas, tatuagens militares desde a década de 1880. A exposição é frequentemente acompanhada pelos cavalos de tambores e trompetistas do Estado montados da Banda Montada da Household Cavalry. Durante a exibição é geralmente gravado música dessa banda. O Passeio Musical demonstra as habilidades que eram exigidas pela cavalaria em tempos de guerra. A exibição era uma das favoritas no Torneio Real, onde foi realizada pela primeira vez em 1882, o Passeio Musical foi realizado no último Torneio Real em 1999. Desde 2010, também se apresenta no Torneio Militar Britânico.

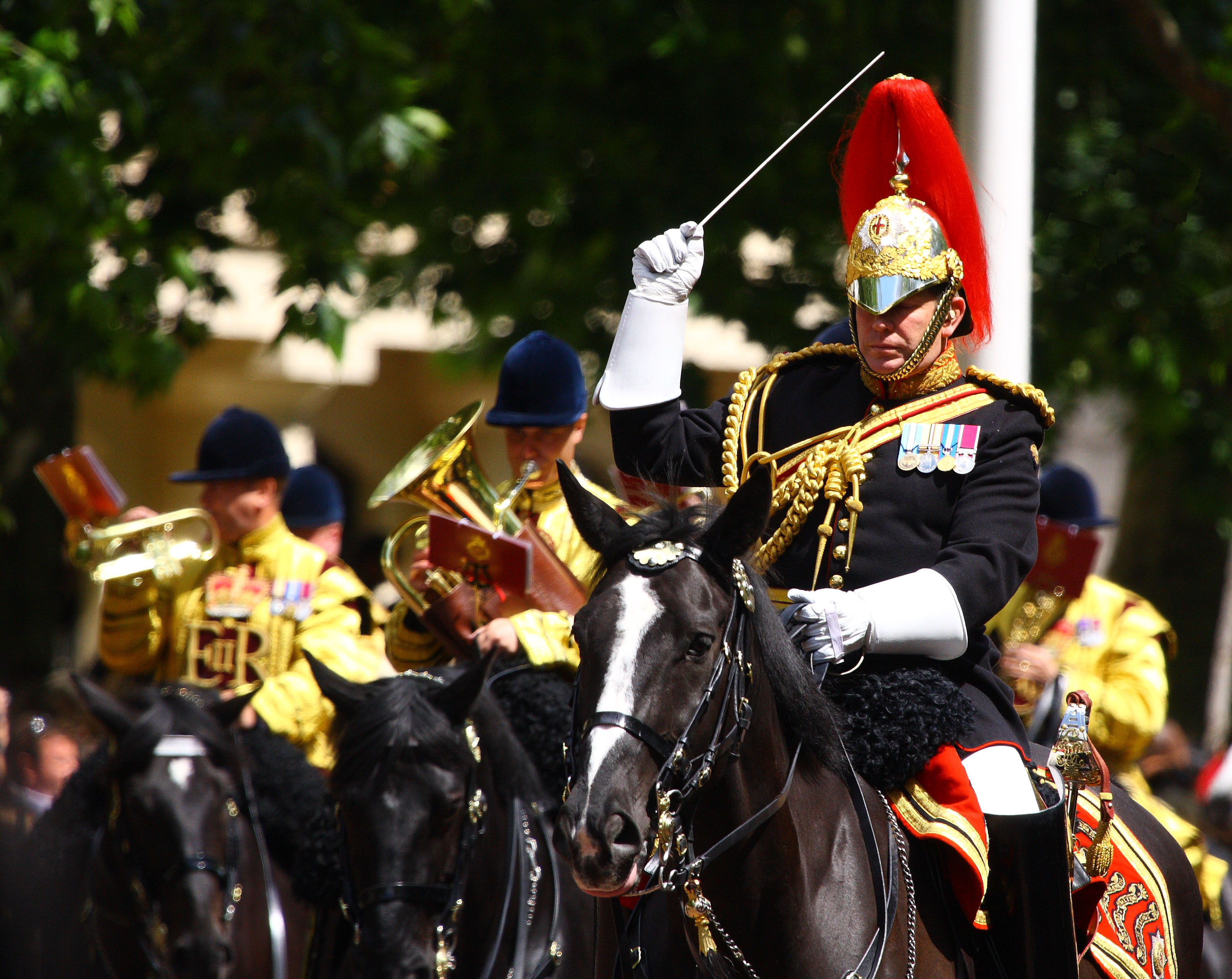
Major Tim Cooper, Diretor de Música do Blues e Royals regência da Banda Montada do Blues e Royals.

## Banda
A Banda Montada da Household Cavalry foi uma fusão em 2014 da banda de 35 peças Banda dos Blues and Royals e da Band Of The Life Guards de 35 anos. Eles agora são uma banda de 64 músicos, mas usam o uniforme tanto do The Blues and Royals e The Life Guards. Eles estão sob camus, o Corpo de Música do Exército. Eles também fornecem trompetistas do Estado.